# Dovada socială
Dovada socială este un fenomen psihologic și social în care oamenii copiază acțiunile altora în încercarea de a adopta un comportament într-o situație dată. Termenul a fost inventat de Robert Cialdini în cartea sa din 1984 Influence, iar conceptul este cunoscut și sub numele de influență socială informațională .
Dovada socială este considerată proeminentă în situațiile sociale ambigue în care oamenii nu sunt în măsură să determine modul adecvat de comportament și se bazează pe presupunerea că cei din jur posedă mai multe cunoștințe despre situația respectivă.
Efectele influenței sociale pot fi observate în tendința grupurilor mari de a se conforma. Acest lucru este denumit în unele publicații comportament de turmă . Deși dovezile sociale reflectă un motiv rațional de a ține cont de informațiile deținute de alții analiza formală arată că poate determina convergența prea rapidă către o singură opțiune astfel încât deciziile unor grupuri din ce în ce mai mari ajung să fie bazate pe foarte puține informații.
Dovada socială este un tip de conformism. Când o persoană se află într-o situație în care nu este sigură de modul corect de a se comporta va căuta adesea la alții indicii privind comportamentul corect. Când „ne conformăm pentru că credem că interpretarea unei situații ambigue de alții este mai precisă decât a noastră și ne va ajuta să alegem un curs adecvat de acțiune”,  este vorba de o influență socială informațională. Ea este în contrast cu influența socială normativă în care o persoană se conformează pentru a fi plăcută sau acceptată de alții.
Dovada socială duce adesea nu numai la conformarea publică (conformitatea cu comportamentul public al altora fără să creadă neapărat că este corect), ci și la acceptarea privată (conformitatea din convingerea că ceilalți sunt corecti).  Dovada socială este mai puternică atunci când a fi exact este important și când ceilalți sunt percepuți ca fiind foarte bine informați.
În 2020, un tânăr om de știință din Polonia, Michal Klichowski, a demonstrat că acest fenomen se aplică și interacțiunilor cu inteligența artificială .  Rezultatele sale demonstrează un nou mecanism de influențare prin AI: AI cu care oamenii au din ce în ce mai mult contact devine o nouă sursă de influență despre cum să se comporte și ce decizii să ia. 

## Mecanisme

### Incertitudine cu privire la concluzia corectă
Incertitudinea este un factor major care încurajează utilizarea dovezilor sociale. Un studiu a constatat că atunci când evaluează un produs consumatorii au preferat să încorporeze opiniile altora prin utilizarea dovezilor sociale atunci când propriile experiențe cu produsul sunt ambigue, deși în acest caz concluzia corectă ar fi fost incertitudinea. 

### Similaritate cu grupul
Și similaritatea motivează folosirea dovezilor sociale; atunci când o persoană se percepe ca fiind asemănătoare cu cei din jur este mai probabil să adopte și să perceapă ca fiind corect comportamentul observat al acestor persoane. Asta poate fi observat în zone cum ar fi precum utilizarea pistelor cu râsete, unde participanții vor râde mai mult și mai tare atunci când percep oamenii care râd ca fiind similari. 
Dovada socială este, de asemenea, unul dintre cele șase principii de persuasiune ale lui Robert Cialdini, (împreună cu reciprocitatea, angajamentul/coerența, autoritatea, plăcerea și lipsa) care susține că oamenii sunt mai susceptibili să efectueze anumite acțiuni dacă  pot relaționa cu oamenii care au efectuat aceleași acțiuni înaintea lor.  Un experiment care exemplifica această afirmație a fost realizat de cercetători care s-au alăturat unei campanii de caritate din ușă în ușă, care au descoperit că, dacă o listă de donatori anteriori era mai lungă următoarea persoană solicitată avea mai multe șanse să doneze. Această tendință a fost și mai pronunțată atunci când numele de pe lista donatorilor erau persoane pe care le cunoștea potențialul donator, cum ar fi prietenii și vecinii.  O altă concluzie e că influența între egali este eficientă, oamenii au mai multe șanse să răspundă la tacticile de influență aplicate pe orizontală mai degrabă decât pe verticală, oamenii sunt mai susceptibili de a fi convinși de un coleg decât de un superior. 

## Cercetare

### Cercetare timpurie
Cel mai faimos studiu al dovezii sociale este experimentul lui Muzafer Sherif din 1935.  În acest experiment, subiecții au fost plasați într-o cameră întunecată și li sa cerut să privească un punct de lumină la aproximativ 15 metri distanță. Apoi au fost întrebați cât de mult, exact, se mișcă punctul de lumină. În realitate nu se mișca deloc, dar din cauza efectului autocinetic părea să se miște. Impresia despre cât de mult pare să se miște punctul variază de la persoană la persoană dar este, în general, constantă în timp pentru fiecare individ. Câteva zile mai târziu a fost efectuată o a doua parte a experimentului. Fiecare subiect a fost asociat cu alți doi subiecți și i s-a cerut să spună cu voce tare cât de mult se mișcă lumina. Chiar dacă subiecții au dat anterior estimări diferite, grupurile au convers către o estimare comună. Pentru a exclude posibilitatea ca subiecții să dea pur și simplu răspunsul grupului pentru a nu fi luat de proști Sherif le-a cerut subiecților să judece din nou luminile singuri după ce au făcut acest lucru în grup. Ei au menținut judecata grupului. Deoarece mișcarea luminii este ambiguă, participanții se bazau unul pe celălalt pentru a defini realitatea.
Un alt studiu a analizat influența socială informațională în identificarea martorilor oculari . Subiecților li s-a arătat o fotografie al „făptuitorului”. Li s-au arătat apoi pozele unui grup de patru bărbați, dintre care unul era făptașul pe care l-au văzut, și li s-a cerut să-l aleagă. Sarcina a fost îngreunată prin prezentarea foarte rapidă a imaginilor. Sarcina a fost realizată într-un grup format dintr-un subiect real și trei confederați (o persoană care acționează ca subiect, dar lucrează de fapt pentru experimentator). Confederații au răspuns primii și toți trei au dat același răspuns greșit. Pentru a da importanță a experimentului subiecților li s-a spus că participă la un test real de identificare a martorilor oculari care va fi folosit de departamentele de poliție și de instanțe, iar scorurile lor vor stabili normele de performanță. Într-o condiție de importanță redusă, subiecților li s-a spus că observarea imaginilor era încă în curs de dezvoltare și că experimentatorii nu aveau idee care este norma de performanță - doar căutau indicii utile pentru a îmbunătăți sarcina. S-a constatat că atunci când subiecții au considerat că sarcina este de mare importanță, au mai multe șanse să se conformeze, dând răspunsul greșit al confederatului 51% din timp, spre deosebire de 35% din timp în condiția de importanță scăzută. 

### Efecte culturale asupra dovezii sociale
Puterea dovezilor sociale variază, de asemenea, în diferite culturi. De exemplu, studiile au arătat că subiecții din culturile colectiviste se conformează cu dovezile sociale mai des decât cei din culturile individualiste.  Deși această tendință pare să se repete, există dovezi care sugerează că aceste rezultate sunt o simplificare și că tendința individualist-colectivistă personală a unui subiect independent are, de asemenea, un impact asupra deciziilor sale.  Variabile suplimentare, cum ar fi simțul de responsabilitate socială al subiectului, trebuie să fie luate în considerare pentru a înțelege mai bine mecanismele dovezilor sociale între culturi; de exemplu, cei mai colectiviști vor avea adesea o apetență crescută de a-i ajuta pe ceilalți din cauza conștientizării responsabilității sociale iar asta va crește probabilitatea de a se conforma așteptărilor, indiferent de deciziile anterioare ale colegilor. 

### Sinucideri la indigo
Dovada socială a fost propusă ca o explicație pentru sinuciderea la indigo, unde ratele de sinucidere cresc în urma publicării sinuciderilor.  Un studiu care a folosit modelarea bazată pe agenți a arătat că sinuciderile imitatoare sunt mai probabile atunci când există asemănări între persoana implicată în sinuciderea mediatizată și potențialii imitatori.  În plus, cercetările efectuate de David Phillips între 1947 și 1968 susțin și mai mult existența sinuciderilor imitatoare. 

## Exemple

### În divertisment
Teatrele plantează uneori în public colaboratori instruiți să ovaționeze la momente prestabilite. De obicei aceștia inițiază aplauzele iar restul publicului îi urmează. Astfel de ovații pot fi percepute de simplii membri ai publicului ca indicii despre calitatea spectacolului.
În ciuda supărării exprimate deseori față de utilizarea benzii cu râsete în emisiunile de televiziune studiourile de televiziune au descoperit că pot crește „amuzantul” perceput al unei emisiuni prin simpla redare a râsului în momentele cheie „amuzante”. Deși spectatorii consideră râsul băgat astfel drept extrem de enervant ei percep emisiunile care folosesc "râsul la conservă" ca fiind mai amuzante decât cele care nu o fac. 

### În comerțul electronic
În comerțul electronic dovada socială poate fi definită ca o mărturie a unui bun serviciu oferit clienților anteriori care lasă o recenzie pozitivă. Rezultatul e că oamenii vor fi mai înclinați să cumpere dacă primesc recomandări de la prieteni sau familie. Proprietarii de magazine online prezintă achiziții în timp real pe site-ul lor pentru a atrage potențiali noi clienți să le cumpere produsele. 

### În rețelele de socializare
Dovada socială este, de asemenea, proeminentă pe rețelele sociale precum Twitter, Facebook, Instagram și YouTube. Numărul de urmăritori, fani, vizualizări, aprecieri, favorite și chiar comentarii pe care le-a făcut un utilizator afectează pozitiv modul în care le percep alți utilizatori. Un utilizator de pe Twitter cu un milion de urmăritori este perceput ca fiind mai demn de încredere și mai reputat decât un utilizator similar cu o mie de urmăritori, ceea ce duce la o creștere mai rapidă a adepților și o rată mai mare de implicare și de clic. 

### Mediul
Normele sociale sunt rareori articulate clar pentru o conduită sustenabilă sau pro-mediu. 